# Landmarke

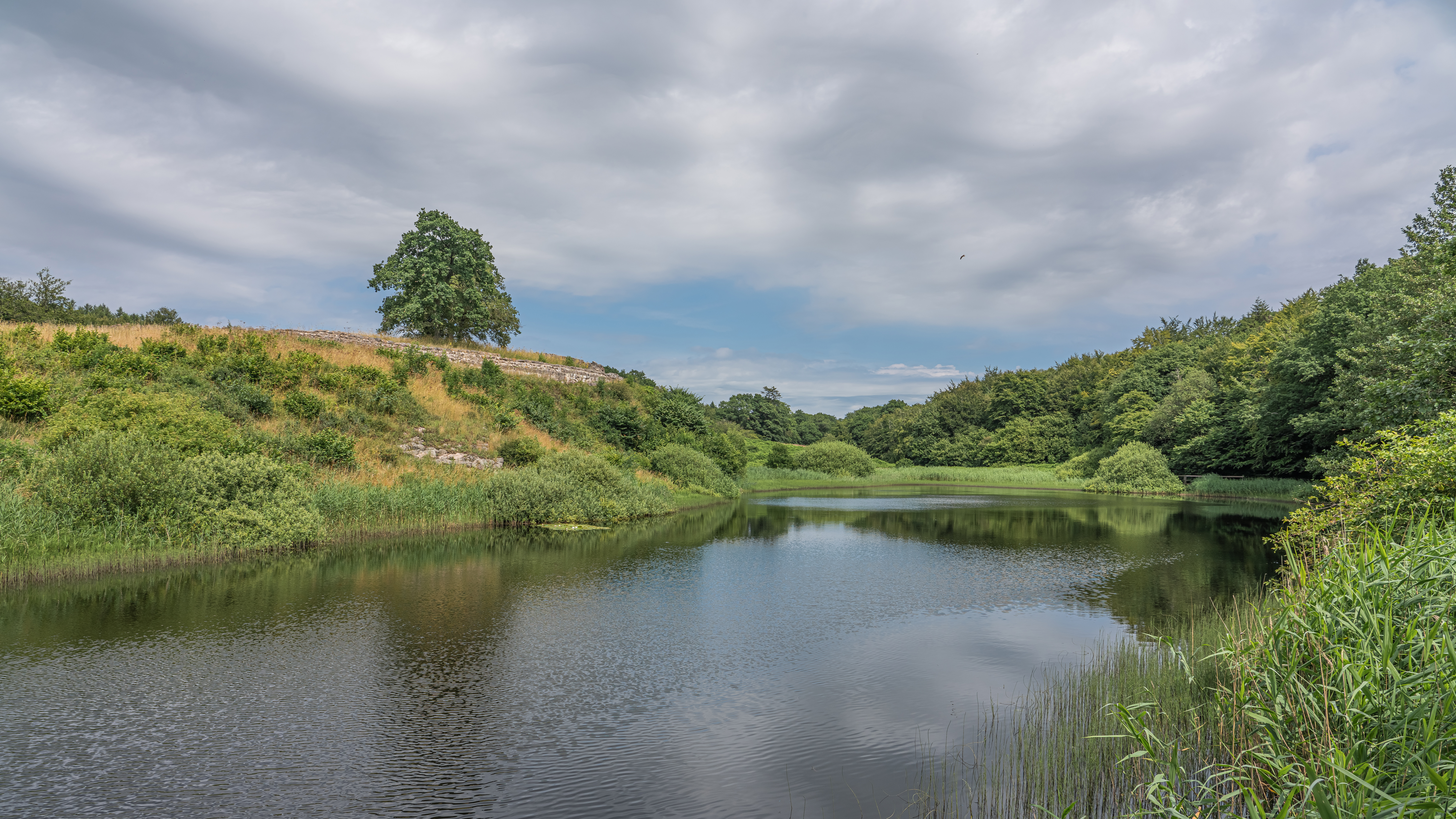
Einzelbaum als Landmarke

Landmarke ist ein Begriff, der ursprünglich aus der Luft- und Schifffahrt stammt. Er bezeichnet ein auffälliges, meist weithin sichtbares topographisches Objekt. Es kann sich beispielsweise um Türme, Windräder, Burgen, Berge oder freistehende markante große Bäume handeln. Sie spielen bei der räumlichen Orientierung und terrestrischen Navigation eine wichtige Rolle und werden daher auf Karten gegebenenfalls durch besondere Kartenzeichen markiert.
Wahrzeichen hingegen charakterisieren ein Gebiet, ohne im topografischen Sinne zwangsläufig markant zu sein. Sehenswürdigkeiten, die sich über eine Stadt oder über das Land erheben, wie z. B. der Kölner Dom, die Basilika Sagrada Família Barcelonas, der Eiffelturm, der Herkules in Kassel-Wilhelmshöhe, das Hotel Burj al Arab oder Naturdenkmäler wie der Berg Uluṟu sind jedoch häufig sowohl Landmarken als auch Wahrzeichen.
Zahlreiche Landmarken gibt es im Ruhrgebiet mit seinen weithin sichtbaren Abraumhalden und stillgelegten Fördertürmen. Diese Industriedenkmäler wurden zum Teil von Künstlern umgestaltet. So hat beispielsweise Richard Serra auf der Anhöhe der Essener Schurenbachhalde die 14,5 Meter hohe Skulptur Bramme für das Ruhrgebiet installiert. Auf der Halde Rheinpreußen befindet sich eine überdimensionale Grubenlampe. Auch die hoch aufragenden Skulpturen Rheinorange und Standortmitte von Lutz Fritsch sind Landmarken, die als Zeichen bewusst auf besondere Orte und ihre Geschichte oder auf Beziehungen zwischen Orten aufmerksam machen wollen.
Im Zusammenhang mit der Bildregistrierung bezeichnen Landmarken besondere Punkte innerhalb von Bildern (z. B. Ecken, Kreuzungspunkte, auffällige Strukturen), die manuell oder automatisch gefunden werden können und eine Abbildung mehrerer Bilder aufeinander oder auf ein Modell gestatten (siehe auch Passpunkt).

Beispiele
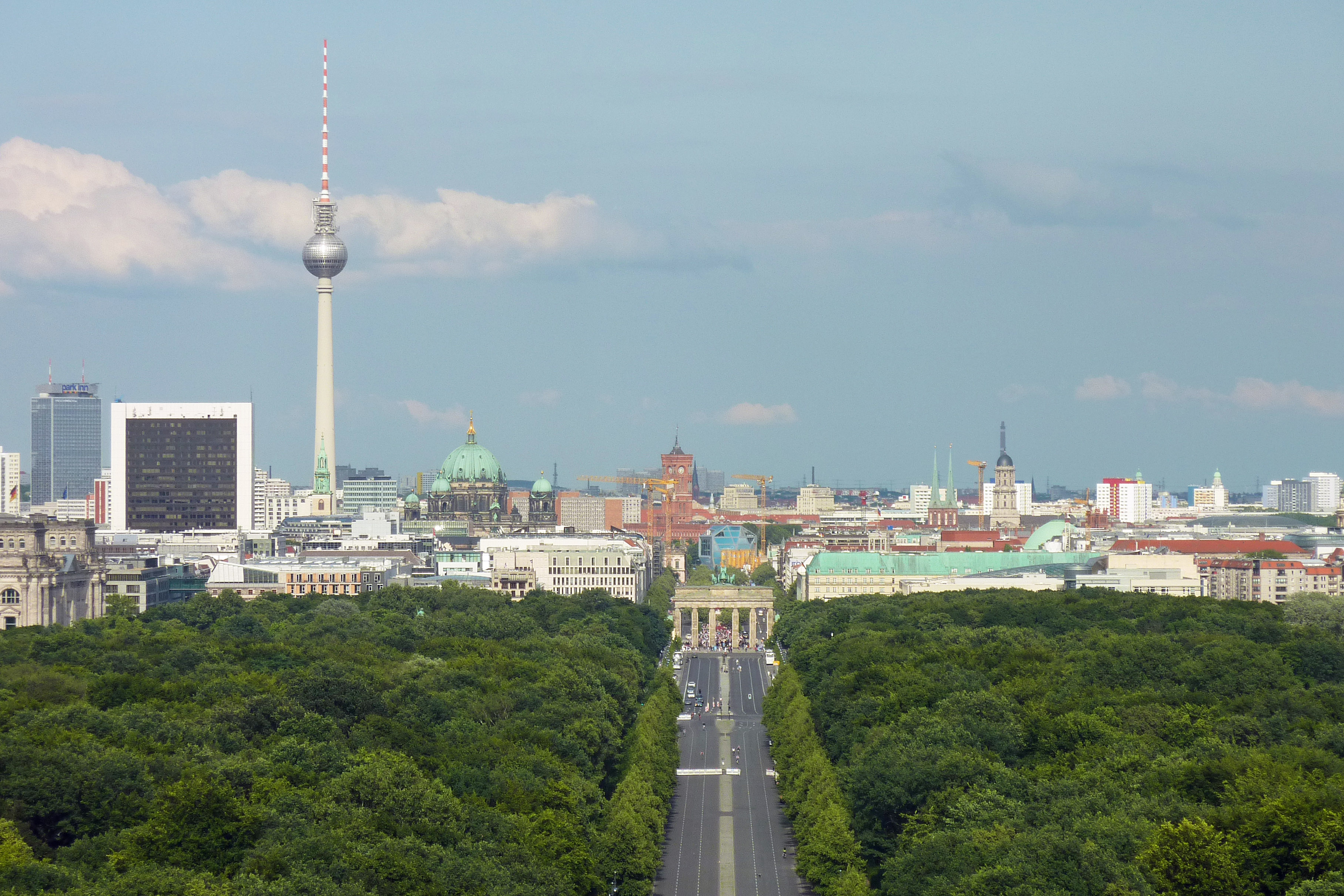
Blick über Berlin mit dem Fernsehturm als Landmarke im Hintergrund
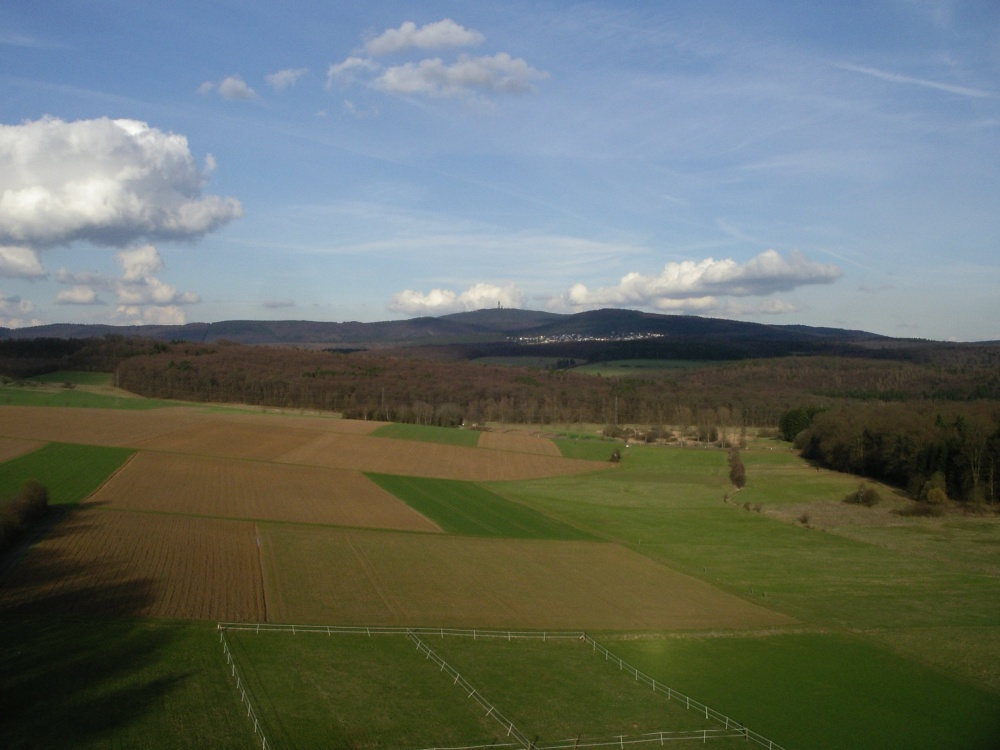
Der Große Feldberg ist von vielen Stellen Südhessens aus zu sehen.
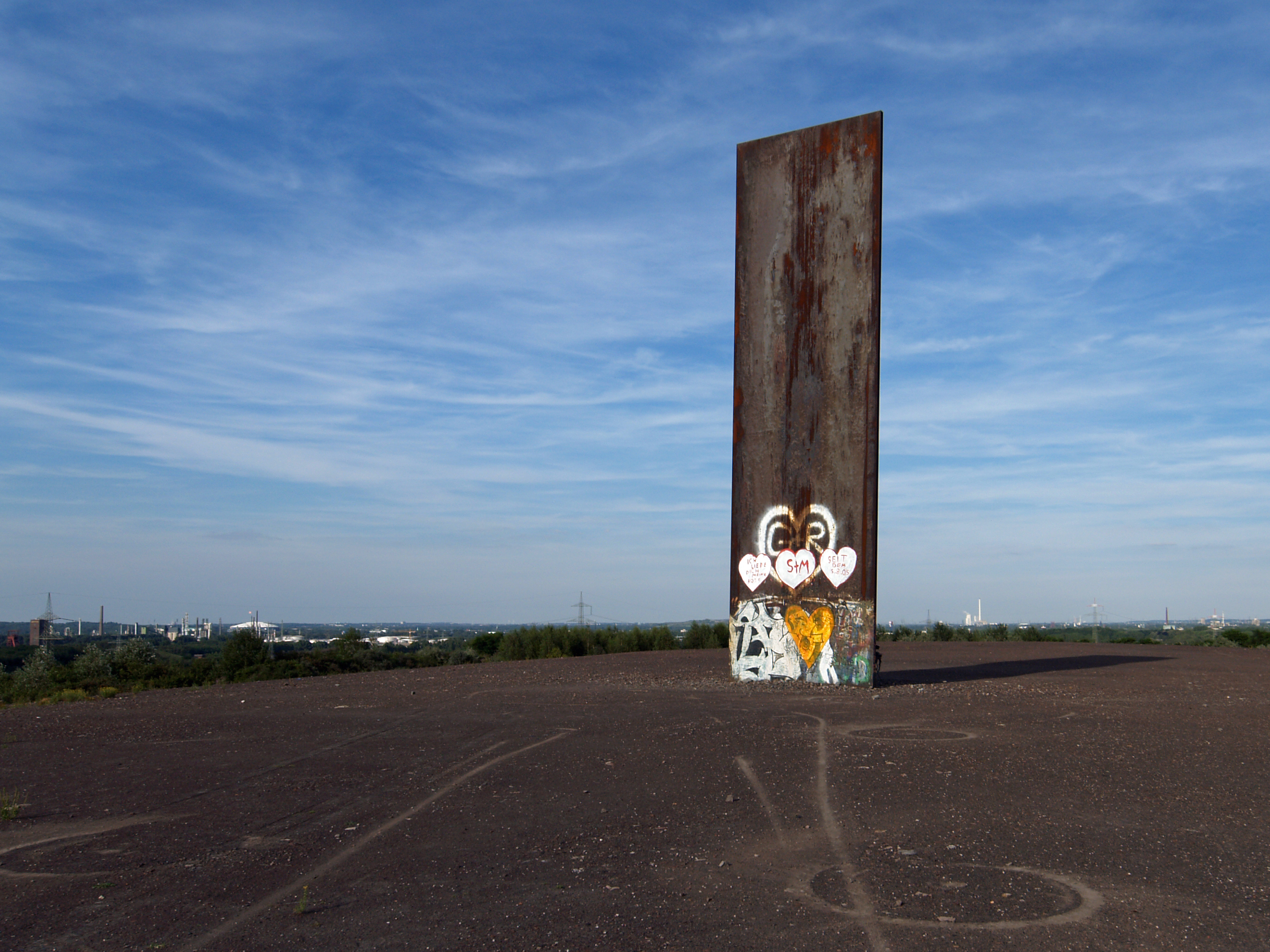
Bramme für das Ruhrgebiet von Richard Serra auf der Essener Schurenbachhalde
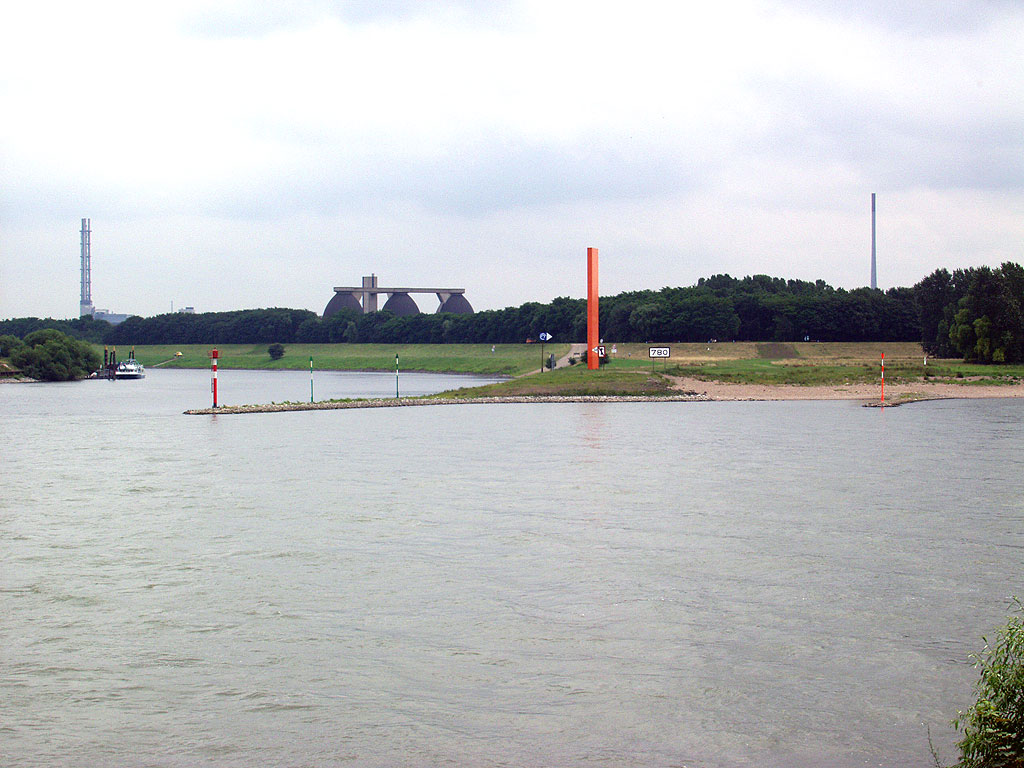
Rheinorange von Lutz Fritsch am rechten Rheinufer an der Ruhrmündung bei Duisburg
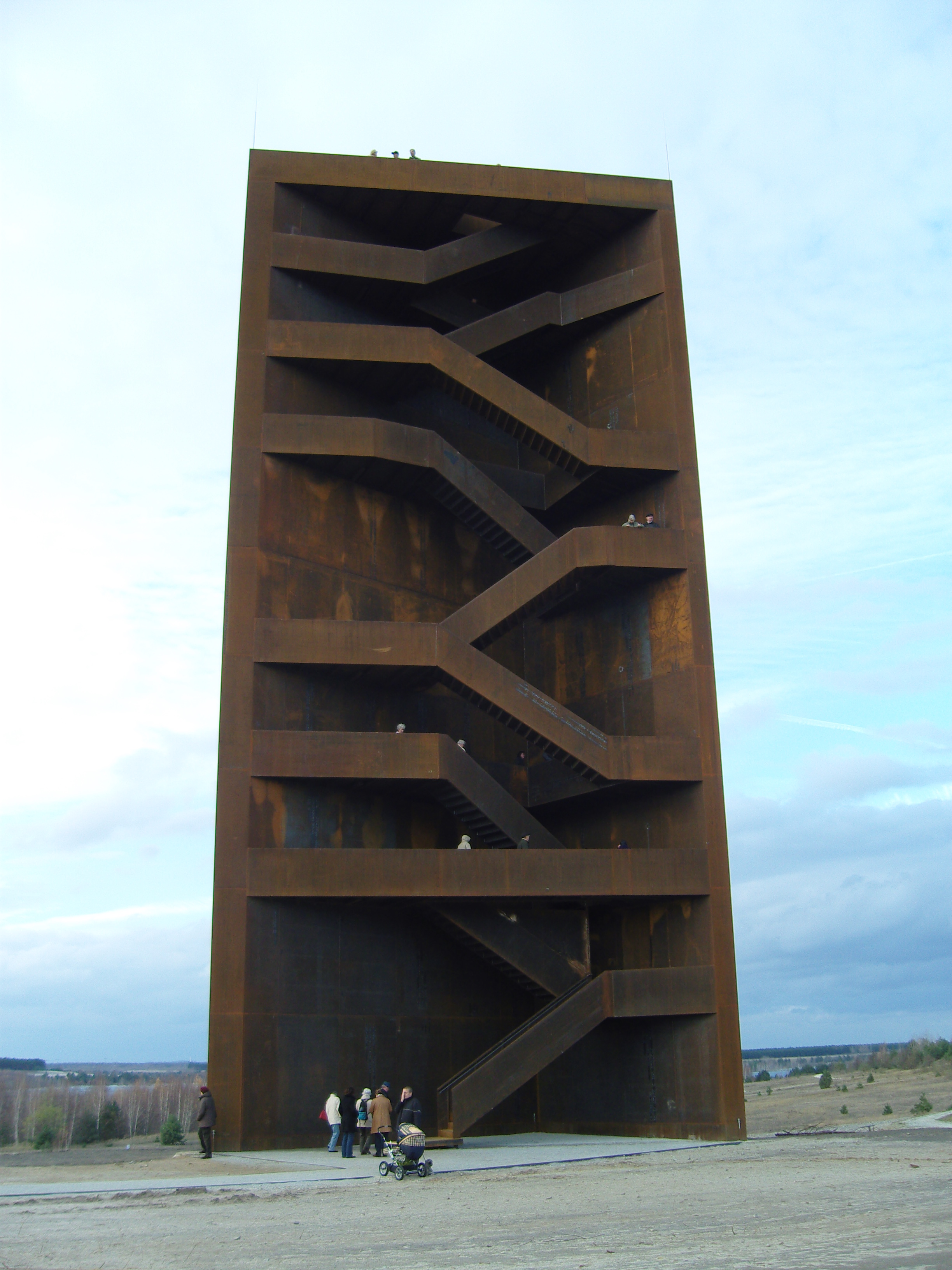
Rostiger Nagel am Sornoer Kanal, der Sedlitzer See und Geierswalder See verbindet
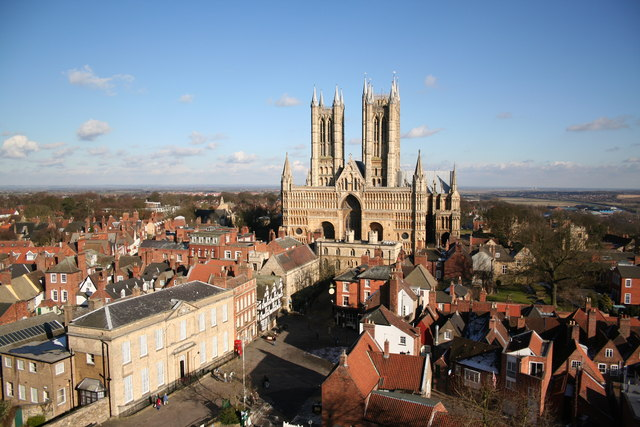
Kathedrale von Lincoln
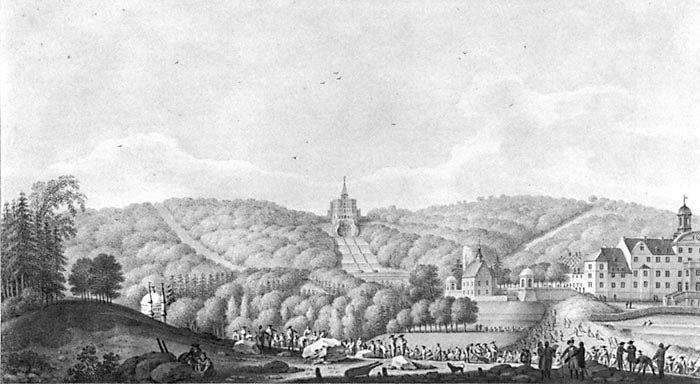
Das Schloss Weißenstein in einer Darstellung von Johann Heinrich Müntz (1786) mit dem weithin sichtbaren Herkules
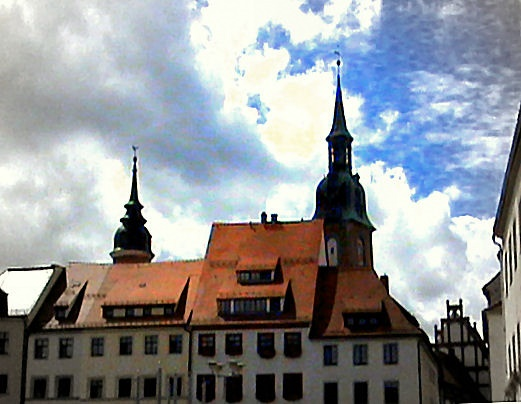
Der Hauptturm der Petrikirche in Freiberg, der auf dem höchsten Punkt der Altstadt stehend weithin im Osterzgebirge zu sehen ist
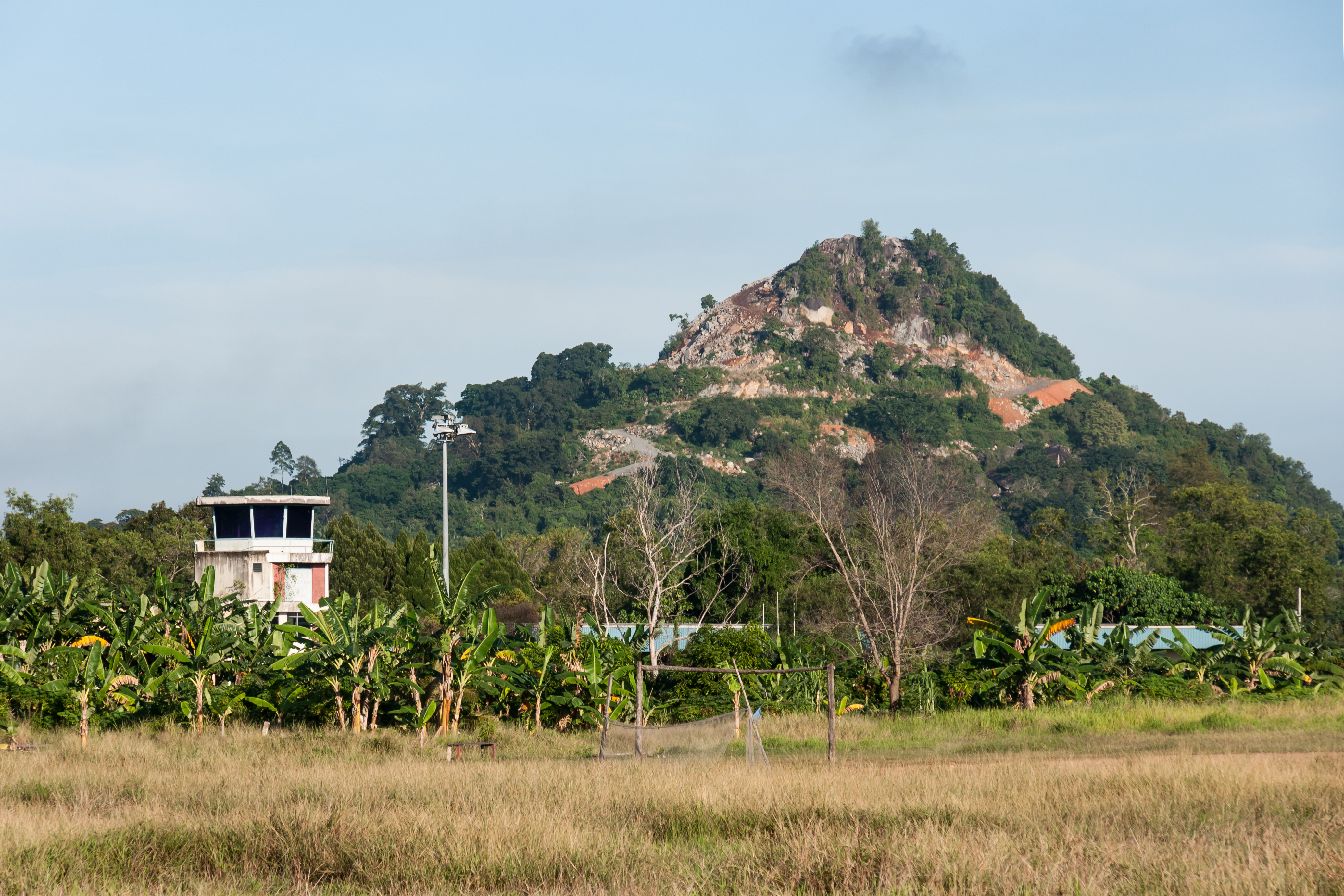
Der Alte Flughafen von Tawau, Sabah, Malaysia mit dem Marker Hill im Hintergrund
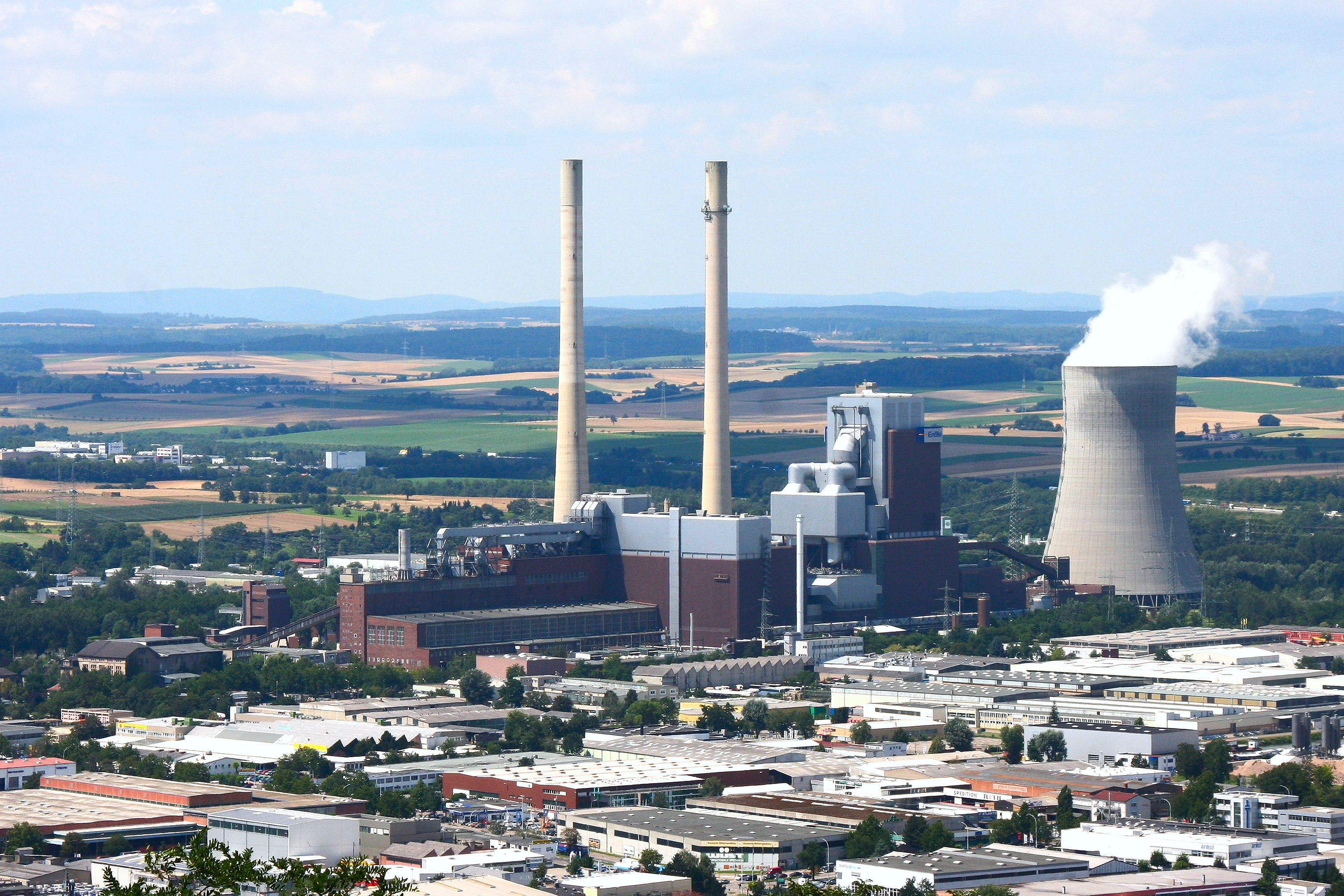
Kraftwerk Heilbronn, das von vielen Stellen im nördlichen Baden-Württemberg zu sehen ist.
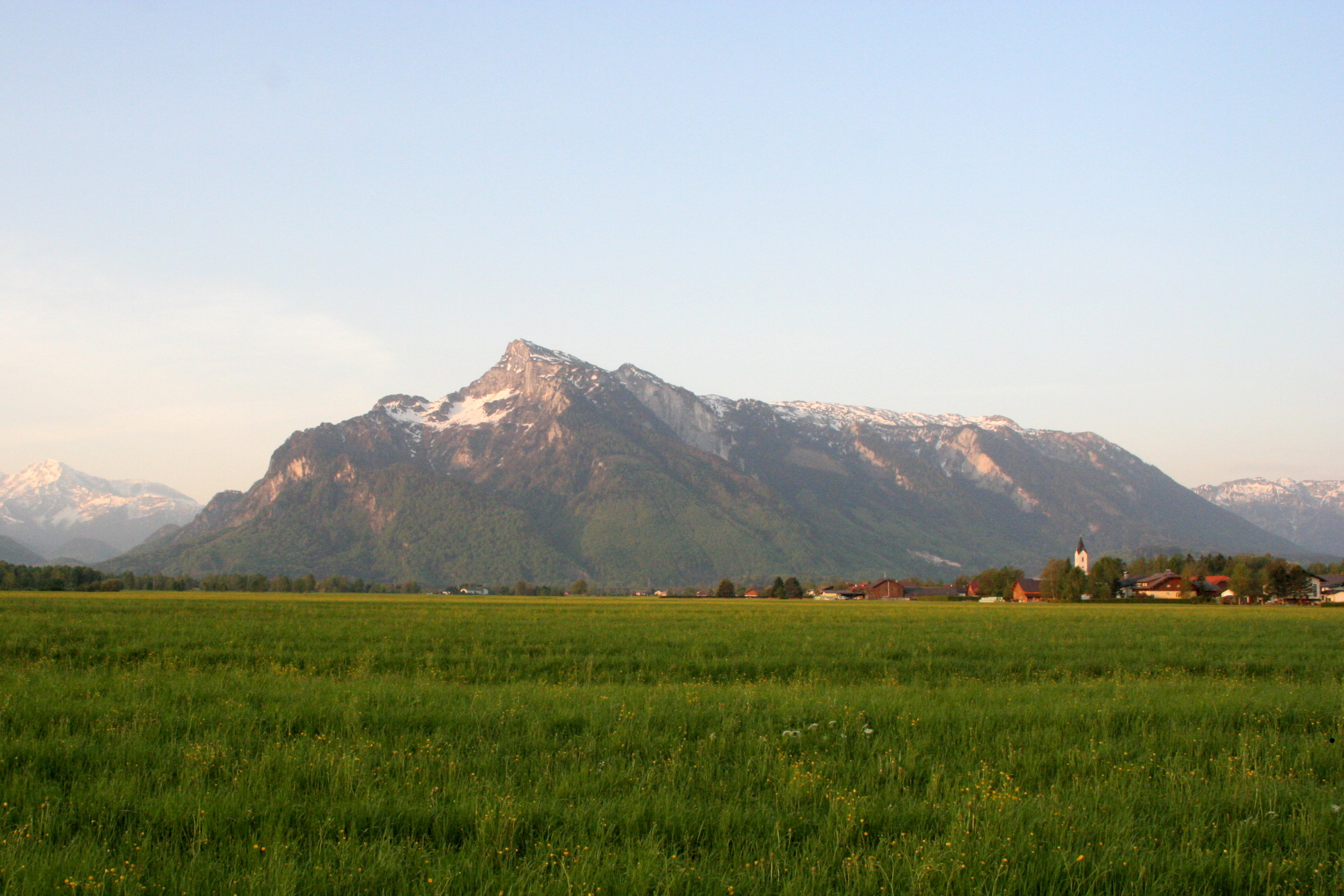
Untersberg aus Salzburger Sicht, Landmarke am Alpenrand